# Herry Caouissin
Pour les articles homonymes, voir Caouissin.
 (septembre 2013).
Si vous disposez d'ouvrages ou d'articles de référence ou si vous connaissez des sites web de qualité traitant du thème abordé ici, merci de compléter l'article en donnant les références utiles à sa vérifiabilité et en les liant à la section « Notes et références ».
Herry Caouissin, né le 7 mai 1913 à Pleyber-Christ et mort le 12 février 2003 à Hennebont), de son nom français Henry ou Henri Caouissin, est un éditeur, écrivain, illustrateur et réalisateur de films sur la Bretagne. Il est l'époux de Janig Corlay (Jeanne-Louise Leclerc).

## Biographie
Né le 7 mai 1913 à Pleyber-Christ, Herry Caouissin est journaliste à Paris à partir de 1930 pour le compte des publications catholiques Cœurs Vaillants, Pierrot, Lisette, l'Intrépide. En 1932, il est secrétaire de l'abbé Perrot. Il est quelque temps sympathisant du Parti national breton, mais, en désaccord avec les orientations, s'en éloigne complètement. Il devient un collaborateur de l'abbé Perrot et est membre de l'organisation culturelle bretonne Seiz Breur ; il est aussi secrétaire général du Bleun Brug de 1934 à 1948 et secrétaire de rédaction de la revue Feiz ha Breiz. En 1934, il s'occupe d'une revue illustrée pour enfants Feiz ha Breiz ar Vugale et crée la première bande dessinée en langue bretonne Feiz ha Breiz evit ar Vugale.
Il lance les éditions nationalistes Brittia, publie des livres d’histoire de Bretagne et la revue Ololê avec son frère Ronan, et Vefa de Bellaing en novembre 1940 pour les enfants. Ce journal nationaliste et chrétien dont le devise est Doue ha Breiz, ce qui veut dire « Dieu et Bretagne ».
Il est conseiller de Jean Delannoy pour le film Dieu a besoin des hommes (1950), inspiré du roman d’Henri Queffélec. Avec son frère Ronan, il met sur pied une activité cinématographique bretonne éphémère Brittia Films qui produit plusieurs films, dont Le Mystère du Folgoët, Gwerzenn Morized et Le Meilleur de ma jeunesse en 1954.
Il s’occupe dans les années 1950 et 1960 de l'organisation des scouts bretons Bleimor, dont la revue porte les noms de Sturier, et Sturier-Yaouankiz. Il lance en 1970 L’Appel d’Ololê, revue bimensuelle pour enfants qui disparaît en 1973 après 22 numéros. Il écrit aussi dans Al Liamm.
En 1993, il est décoré de l'ordre de l'Hermine.

## Publications
- Per ar c'holin, Caouissin - Pleyber-Christ, 1935
- Troiou kaer matilin an dall 1, yann ar chapel aet da goll ne oar den panaos! (avec R. Thomen). Ololê - Landerneau. 1942
- Istor Breiz toutouig. illustré par Félix Jobbé-Duval. Landerne, Ololé (1944)
- Histoire de la Bretagne de toutouig. illustré par Félix Jobbé-Duval. Landerneau, Ololé (1944)
- Breizh, visions d'histoire (Melezour Breizh 1969) (avec la coll. de Xavier Haas, Ronan Caouissin)
- Euriou Pasion an Aotrou Krist (Français/Breton) - Les Heurs de la Passion de Messire le Christ (avec la collaboration de Yann-Vari Perrot, Félix-Pol Jobbé-Duval)
- Le Glaive de lumière, roman pour tous ou la fiction rejoint la réalité, éd. Janig Corlay, Lorient, 1993. (avec Janig Corlay)
- Jacques Cartier, éd. NCA
- Heures de la Passion de Messire le Christ, éd. Brittia
- Breiz visions d'histoire, éd. Brittia
- Laennec face à l'ankou, éd. Janig Corlay
- Histoire de notre Bretagne, BSI/ELOR - Saint-Vincent-sur-Oust (avec Fransez Vallée, Jeanne Malivel et Jeanne Coroller-Danio), 1997
- L'Histoire de ma Bretagne. association culturelle brittia. album à l'italienne. Illustré par Le Rallic.
- Les Loups de Coatmenez de Jeanne Coroller-Danio, illustré par Étienne le Rallic, éd. Elor
- La Croisade des Loups de Jeanne Coroller-Danio, illustré par Étienne Le Rallic, éd. Elor. 2000. coll. « Les jeux de l'aventure », série
- Le Mystère du Folgoët. sans date (les années 1940-50 environ). Fontenay-aux-Roses Association folklorique et culturelle,

Un film inspiré par le livre et ayant le même titre, réalisé par Henri Caoussin, est sorti en 1952 et connut un certain succès.
- Marianna Abgrall, trad. par Herri Caouissin, ill. par Xavier Haas : Gwinizh hepken. Al Liamm - Brest. 1962. Texte suivi d'une traduction résumée en français par Herri Caouissin.
- Breizh, visions d'histoire. Melezour Breizh - Fontenay aux Roses. 1969. (avec Xavier Haas)
- Mythologie, légendes et histoire des boissons en Bretagne et ailleurs. édité à compte d'auteur (de Gildas Taldir-Jaffrenou). Mise en page par Henri Caouissin (de Landerneau). 1987.
- Le Glaive de lumière (avec la coll. de Janig Corlay)
- Jean-Marie Perrot présenté par Herry Caouissin. Buez ar zent. La Découvrance - Rennes. 1994. coll. « L'Amateur averti ». Reprod. en fac. sim. de l'éd. de Montroulez : Le Goaziou ; 1911.

## Sources